# Anna Moorhouse
Anna Moorhouse, née le 30 mars 1995 à Oldham, est une footballeuse anglaise évoluant au poste de gardienne de but au Pride d'Orlando.

## Biographie

### Carrière en club
Anna Moorhouse joue à Durham (en), en deuxième division anglaise, avant de découvrir la FA WSL avec Doncaster Rovers Belles. Elle évolue ensuite à Arsenal pendant deux saisons, où elle joue cinq matchs en championnat, avant de rejoindre West Ham United. Elle réalise 24 apparitions en deux saisons, et remporte la Coupe de la Ligue face à Manchester City en 2018.
En juin 2020, elle signe aux Girondins de Bordeaux, en France, pour deux ans, et retrouve son ancien entraîneur à Arsenal, Pedro Martinez Losa.

### Carrière internationale
Anna Moorhouse est appelée en équipe d'Angleterre U23 en 2018.

## Palmarès
Arsenal
- Coupe de la Ligue (1)
  - Vainqueur en 2018

## Statistiques
| Saison                | Club                    | Championnat           | Championnat | Championnat | Coupe(s) nationale(s) | Coupe(s) nationale(s) | Total | Total |
| Saison                | Club                    | Division              | M.          | B.          | M.                    | B.                    | M.    | B.    |
| 2014                  | Durham (en)             | FA WSL 2              |             |             | 0                     | 0                     | 0     | 0     |
| 2015                  | Durham (en)             | FA WSL 2              |             |             | 5                     | 0                     | 5     | 0     |
| Sous-total            | Sous-total              | Sous-total            | 9           | 0           | 5                     | 0                     | 14    | 0     |
| 2016                  | Doncaster Rovers Belles | FA WSL                | 4           | 0           | 0                     | 0                     | 4     | 0     |
| Sous-total            | Sous-total              | Sous-total            | 4           | 0           | 0                     | 0                     | 4     | 0     |
| Print. 2017           | Arsenal                 | FA WSL                | 1           | 0           |                       |                       | 1     | 0     |
| 2017-2018             | Arsenal                 | FA WSL                | 4           | 0           | 4                     | 0                     | 8     | 0     |
| Sous-total            | Sous-total              | Sous-total            | 5           | 0           | 4                     | 0                     | 9     | 0     |
| 2018-2019             | West Ham United         | FA WSL                | 10          | 0           | 1                     | 0                     | 11    | 0     |
| 2019-2020             | West Ham United         | FA WSL                | 4           | 0           | 4                     | 0                     | 8     | 0     |
| Sous-total            | Sous-total              | Sous-total            | 14          | 0           | 5                     | 0                     | 19    | 0     |
| Total sur la carrière | Total sur la carrière   | Total sur la carrière | 32          | 0           | 14                    | 0                     | 46    | 0     |